# Авеню
За българския поп-дует, вижте Авеню (поп-дует).
Авеню (от фр. avenue, също на англ.) обикновено се нарича вид оживена улица в Канада, САЩ, Франция и някои други страни. Някои авенюта обаче не са оживени, а могат да са съвсем обикновени жилищни улици, най-често с дървета по тях. Думата „авеню“ е част от името на път, например 5-о авеню в Ню Йорк.
Обикновено авенюто е по-голямо от улицата, но може да има и улици, които са по-големи от авенютата. Например улица „Маркет“ в Сан Франциско е сред най-големите пътища в града и е по-голяма от „Бърлингей авеню“ в Бърлингейм, Калифорния. В същото време „Бърлингейм авеню“ е търговска улица и е по-голяма от някои други пътища, за които е използвано наименованието улица (street), като например улица „Стейт“ (State Street) в Бърлингейм. В САЩ често не се прави разлика между двете.
В САЩ понякога се разбира, че авенютата са с дървета по тях, каквото е и разбирането в Канада, но на практика може да има и улици, които са с повече дървета по тях от авенютата и „авеню“ да не е част от името им. В САЩ авенютата могат да бъдат и съвсем нормални градски улици в жилищни райони, които спокойно биха могли да са били наречени улици, като в гр. Бърлингейм например. Трябва да се отбележи обаче, че повечето от тези авенюта имат дървета по тях, какъвто впрочем е и девизът на Бърлингейм – „Градът на дърветата“.
Понякога авеню се използва като част от името на пътя, за да се разграничат улици от авенюта и да се подобри ориентацията, като в Ню Йорк например, където авенютата са перпендикулярни на улиците. Няма установен начин да се опише авеню в САЩ, например 5-о авеню в Манхатън може да се опише като оживена улица, артерия, дори магистрала, но вероятно пътна артерия би било най-точно. Въпреки това не може да се опише всяко авеню като артерия, защото някои авенюта представляват малки улици, други – търговски улици, трети – булеварди и т.н.
В някои градове в САЩ има установена практика авенютата да са в посока север-юг, докато улиците да са в посока изток-запад.
Известно авеню в Париж е „Шанз-Елизе“.